# Wakanim
Wakanim – francuskie przedsiębiorstwo mediowe oraz dostawca platformy streamingu na życzenie o tej samej nazwie. Specjalizuje się w dystrybucji anime. Zostało założone w 2009 roku.